# Chamaelimnas cercides
Chamaelimnas cercides är en fjärilsart som beskrevs av William Chapman Hewitson 1871. Chamaelimnas cercides ingår i släktet Chamaelimnas och familjen Riodinidae. Inga underarter finns listade i Catalogue of Life.

## Bildgalleri

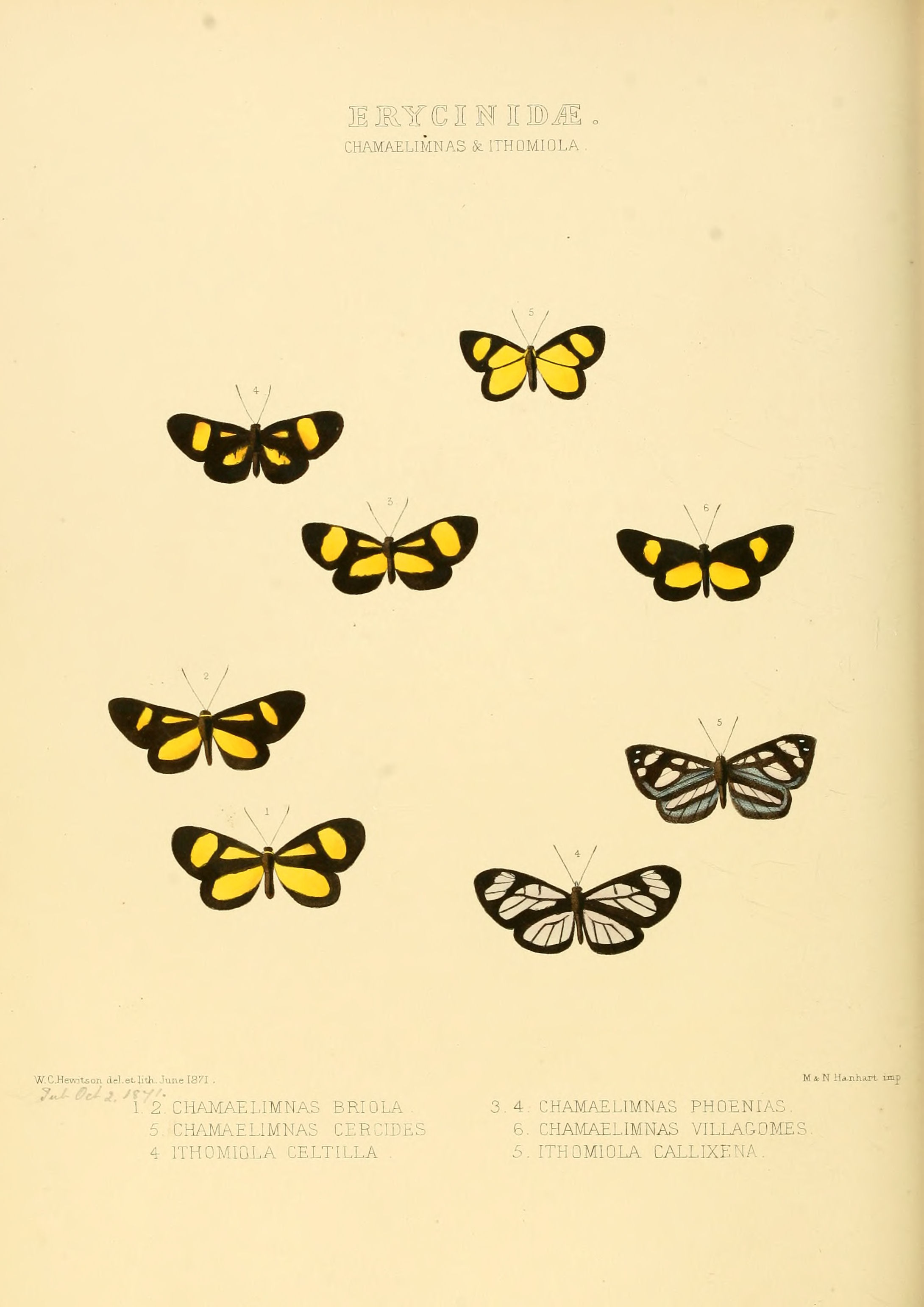